# كفر الشرفا
قرية كفر الشرفا هي إحدى القرى التابعة لمركز السنبلاوين في محافظة الدقهلية في جمهورية مصر العربية. حسب إحصاءات سنة 2006، بلغ إجمالي السكان في كفر الشرفا 2575 نسمة، منهم 1318 رجل و1257 امرأة.